# Erika Eichenseer

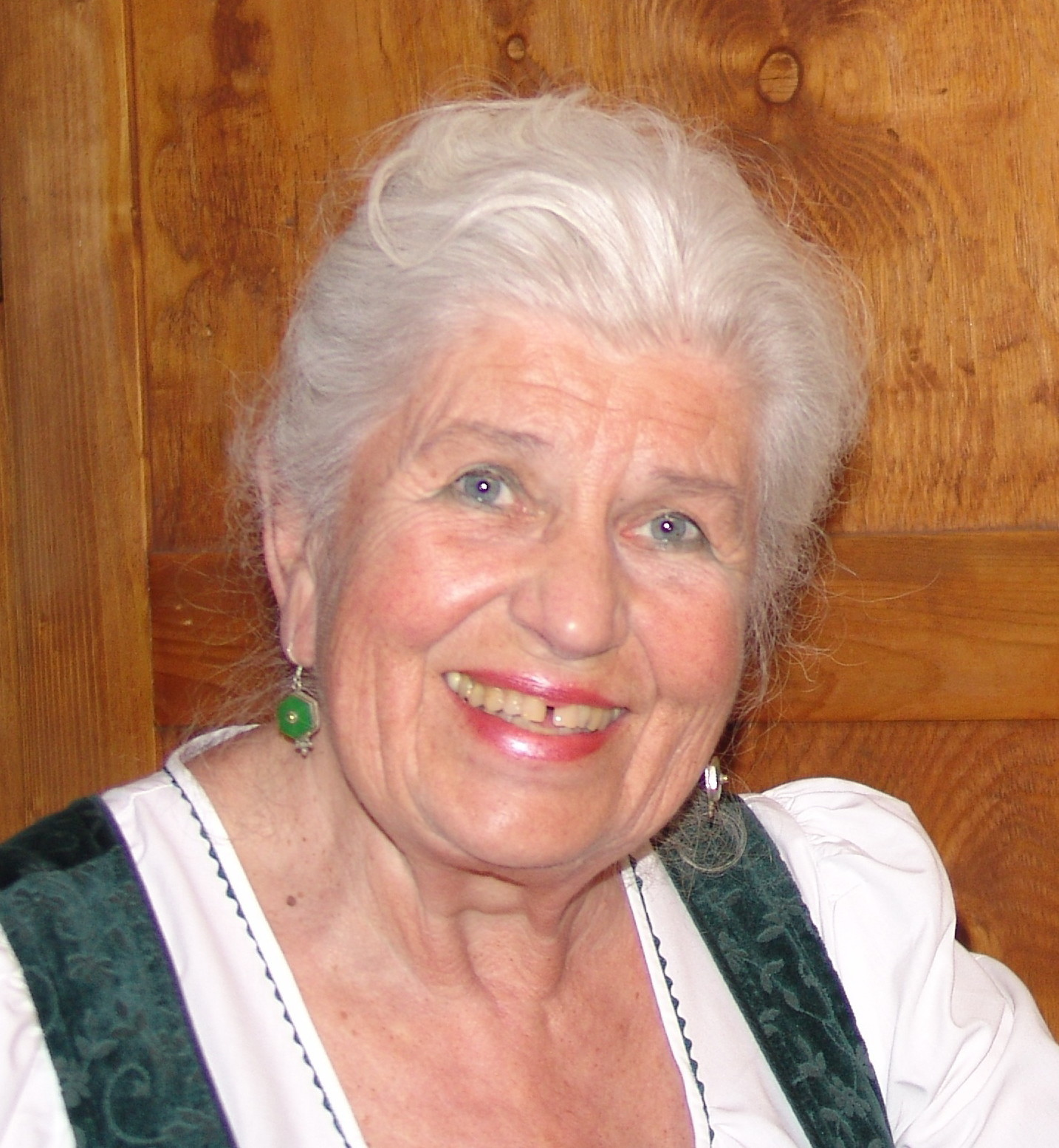
Erika Eichenseer, 2012

Erika Eichenseer, geborene Jahn (* 5. Juni  1934 in München), ist eine deutsche Realschullehrerin a. D., Autorin, Märchenforscherin und Herausgeberin.

## Leben
Eichenseer besuchte nach ihrer Schulausbildung in Erding von 1952 bis 1954 das Lehrerseminar in Freising. Nach dem Referendariat an einer Grundschule studierte sie bis 1959 Englisch und Deutsch. Im Abschlussjahr heiratete sie Adolf Eichenseer. Von da an bis 1979 war sie als Realschullehrerin in München und nach dem Familienumzug 1969 nach Regensburg dann dort als solche tätig. Zusammen mit Harald Grill, mit dessen Frau Erika sie zwei Strickbücher verfasste, veranstaltet sie regelmäßig im Oberpfälzer Freilandmuseum Neusath-Perschen die Mundartdichtungveranstaltungen Wöi uns der Schnobl g’wachsn is. Seit 1987 ist sie mit ihrem Literaturkreis im Begleitprogramm der Weidener Literaturtage vertreten.
Eichenseer entdeckte im Stadtarchiv Regensburg rund 500 bis dahin unbekannte Märchen Franz Xaver von Schönwerths. Unter anderem widmete sich ihr auch der Sender BR Heimat mit einer Sendung in der Reihe Habe die Ehre! Gar in der Washington Post wurde über ihre Entdeckung berichtet. Sie ist Vize-Präsidentin der Schönwerth-Gesellschaft und gab bereits mehrere von Schönwerths Märchen in Buchform sowie ein Lehrbuch mit Lehrerbegleitheft heraus.
Ihr Mann, ehemals Oberpfälzer Bezirksheimatpfleger und Präsident der Schönwerth-Gesellschaft, mit dem sie einige Publikationen herausgab, starb 2015.

## Publikationen (Auswahl)
- mit Adolf Eichenseer: Oberpfälzer Weihnacht. Ein Hausbuch von Kathrein bis Drei Kine. Mittelbayerischen Druckerei- und Verlagsgesellschaft, Regensburg 1978. ISBN 978-3-921114-40-7 [Fotografien von Wilkin Spitta; 9. veränd. u. stark bearb. Aufl. 1998]
- Bethlehem, du kloine Stood. Advents- und Weihnachtsspiele. Szenen und Texte für 16 Weihnachtsspiele aus der Oberpfalz. Regensburg 1979.
- Das Mundarttheater. Neue Spielstücke aus der Oberpfalz. Buchverlag der Mittelbayerischen Zeitung, Regensburg 1981.
- Mitverf.: Ulrich Hommes (Hrsg.): Es liegt an uns. Gespräche auf der Suche nach Sinn. Verlag Herder, Freiburg im Breisgau / Basel / Wien 1980. ISBN 978-3-451-07848-4 [2. Aufl. 1982]
- mit Erika Grill: Lorbeerblatt und Zwetschgenkern. Alte Strickmuster aus der Oberpfalz und dem Egerland. Mittelbayerischen Druckerei- und Verlagsgesellschaft, Regensburg 1983. ISBN 978-3-921114-43-8
- beianand mitanand füranand vonanand beianand ausanand gegnanand. Zeitgenössische Mundartdichtung aus der Oberpfalz. Verlag Dr. Rossek, Herrsching 1987. [Hörkassette mit Begleitheft; aufgenommen bei den 3. Weidener Literaturtagen]
- Oberpfälzer Mundart-Lesebuch. Buchverlag der Mittelbayerischen Zeitung, Regensburg 1983. ISBN 978-3-921114-42-1 [Ill.: Josef Oberberger; 5. veränd. Aufl. 1997]
- Strickmuster für Mode & Tracht. Rosenheimer Verlagshaus, Rosenheim 1991. ISBN 978-3-475-52695-4
- Steinsiegel. Gedichte und Geschichten aus der Oberpfalz. Buch- & Kunstverlag Oberpfalz, Amberg 1993. ISBN 978-3-924350-29-1
- mit Adolf Eichenseer: Oberpfälzer Ostern. Ein Hausbuch von Fastnacht bis Pfingsten. Buchverlag der Mittelbayerischen Zeitung, Regensburg 1996. ISBN 978-3-927529-45-8
- mit Erika Grill und Betta Krön: Omas Strickgeheimnisse. 200 bezaubernde Muster. Rosenheimer Verlagshaus, Rosenheim 2000. ISBN 978-3-475-53116-3 [2. überarb. Aufl. 2008; Ungekürzte Lizenzausg. RM-Buch- und Medienvertr. 2014]
- mit Adolf Eichenseer: Oberpfälzer Leben. Ein Hausbuch von Fronleichnam bis Martini. Morsak Verlag, Grafenau 2009. ISBN 978-3-86512-029-8
- Herausg.: Franz Xaver von Schönwerth. Prinz Roßzwifl und andere Märchen ans Licht gebracht von Erika Eichenseer. Franz-Xaver-von-Schönwerth-Gesellschaft e.V., Dr. Peter Morbach Verlag, Regensburg 2010. ISBN 978-3-937527-32-1
- Herausg.: Franz Xaver von Schönwerth 1810–1886. Sagen und Märchen aus der Oberpfalz. Franz-Xaver-von-Schönwerth-Gesellschaft e.V., Wilhelm Verlag, Amberg 2010. (Leseheft: ISBN 978-3-936721-35-5; Begleitheft für Lehrer: ISBN 978-3-936721-37-9)
- Das fliegende Kästchen. Märchen von Franz Xaver von Schönwerth. Erzählt von Erika Eichenseer. Volk Verlag, München 2017. ISBN 978-3-86222-231-5 [Hörbuch]
- Herausg.: Franz Xaver von Schönwerth. Das rote Seidenband. Liebesmärchen aus Bayern. Volk Verlag, München 2018. ISBN 978-3-86222-269-8

## Auszeichnungen
- 2004: Ehrenpreis beim „Tag der Volksmusik“ in Wildbad Kreuth (zusammen mit Adolf Eichenseer), Hanns-Seidel-Stiftung[5]
- 2004: Kulturpreis, Bayerischer Wald-Verein[2]
- 2005: Goldmedaille des Bayerischen Rundfunks[2]
- 2008: Waldschmidt-Preis (zusammen mit Adolf Eichenseer), Waldschmidt-Verein in Eschlkam
- 2016: Literaturpreis des Oberpfälzer Jura[6]
- 2022: Nordgaupreis des Oberpfälzer Kulturbundes[7]